# Campagna di Albania
La campagna di Albania si svolse tra il 1915 e il 1918 nel territorio dell'Albania, nell'ambito dei più ampi eventi della campagna dei Balcani della prima guerra mondiale.
Allo scoppio della guerra l'Albania, indipendente da nemmeno due anni, si trovava in uno stato di profonda crisi interna, con il debole governo del primo ministro Essad Pascià (alleato del Regno di Serbia) insidiato dai gruppi armati sostenuti dall'Austria-Ungheria e dalle pretese territoriali degli Stati vicini, in particolare Italia e Grecia. La sconfitta nell'ottobre 1915 ad opera degli Imperi centrali dell'esercito serbo e la sua ritirata verso le coste del Mare Adriatico attraverso il nord dell'Albania spinsero l'Austria-Ungheria a invadere la nazione e, di converso, l'Italia a dispiegare un suo corpo di spedizione per mantenere il possesso dello strategico porto di Valona; la situazione andò stabilizzandosi alla fine del 1916, con gli austro-ungarici padroni delle regioni settentrionali e centrali e gli italiani del sud, dove trovarono l'appoggio delle forze francesi impegnate sul fronte macedone.
Il fronte albanese rimase stazionario fin verso la metà del 1918 quando, nell'ambito delle più ampie offensive intraprese dagli Alleati nei Balcani, le forze italiane passarono all'attacco respingendo progressivamente gli austro-ungarici verso nord e prendendo il controllo dell'intero paese, fino alla stipula dell'armistizio di Villa Giusti il 3 novembre 1918 che sancì la conclusione delle ostilità con l'Austria-Ungheria.

## Antefatti

### La costituzione dell'Albania indipendente

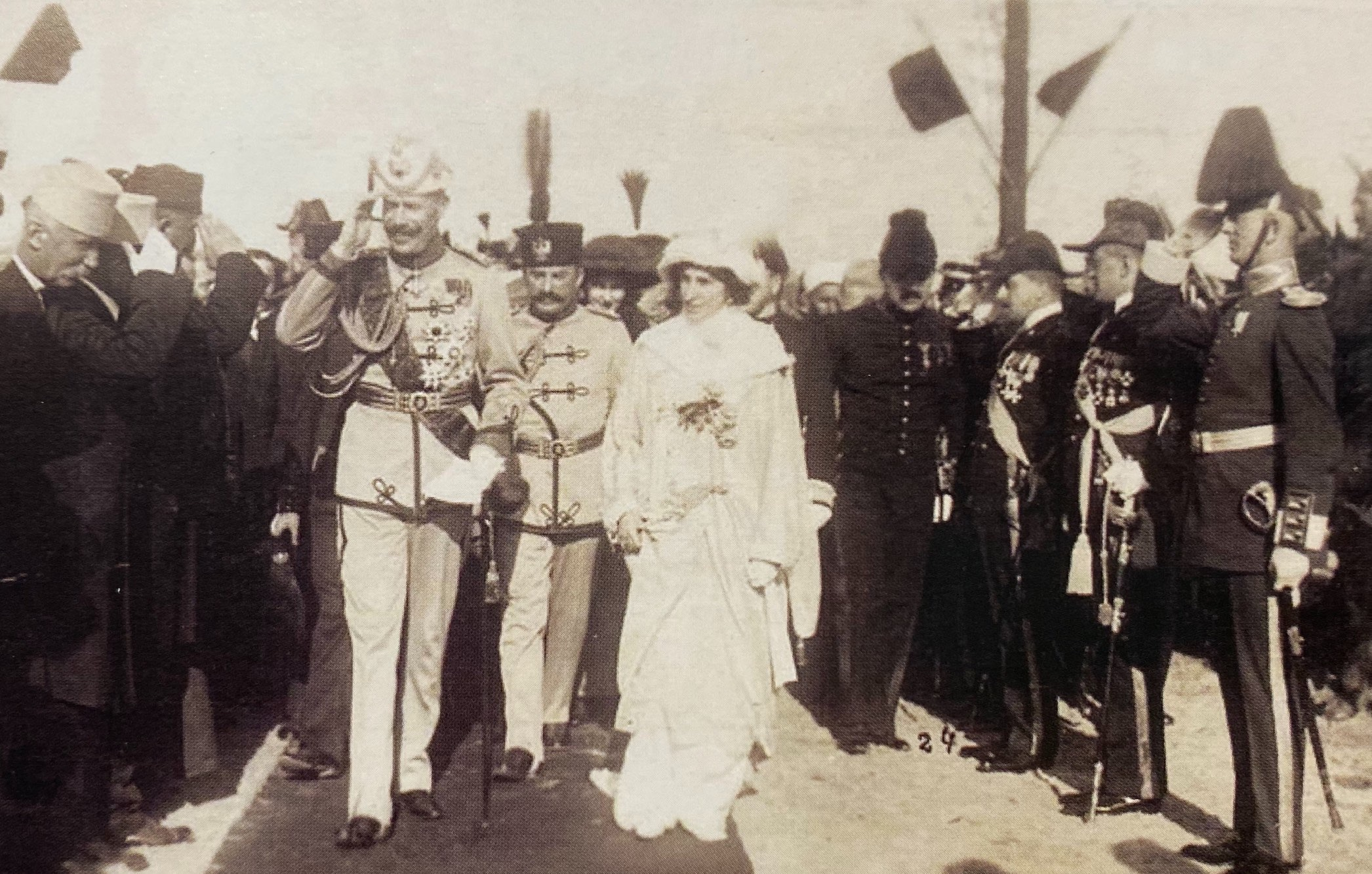
Guglielmo di Wied arriva a Durazzo il 7 marzo 1914

A lungo un possedimento dell'Impero ottomano, l'Albania ottenne l'indipendenza alla vigilia della prima guerra mondiale: nel gennaio del 1912 una vasta rivolta nei territori albanesi forzò le autorità ottomane ad accettare un accordo per la concessione di ampie autonomie alla regione, e il 28 novembre 1912 un'assemblea di nazionalisti locali riuniti a Valona proclamò l'indipendenza della nazione come "Albania indipendente" e l'istituzione di un governo provvisorio albanese retto da Ismail Qemali. Le confinanti nazioni balcaniche avevano tuttavia diverse mire espansionistiche sui territori sulla stessa Albania, mire concretizzatesi nel corso degli eventi della prima guerra balcanica (ottobre 1912-maggio 1913): il Regno del Montenegro puntava all'annessione della città di Scutari nel nord, il Regno di Serbia ambiva al possesso dell'Albania settentrionale e centrale onde ottenere uno sbocco al mare sull'Adriatico, mentre il Regno di Grecia mirava all'occupazione dell'Epiro settentrionale abitato da una forte minoranza greca.
Le mire espansionistiche degli Stati della "Lega Balcanica" trovarono la pronta opposizione dell'Impero austro-ungarico, che in particolare contrastava l'ottenimento di uno sbocco al mare per la nemica Serbia, e del Regno d'Italia, che vedeva di buon occhio un'Albania indipendente su cui esercitare un'influenza politica dominante. Gli ambasciatori delle principali potenze europee, riuniti a Londra per ridisegnare gli assetti territoriali dei Balcani ormai irrimediabilmente mutati dal conflitto, sposarono quindi l'idea di un'Albania indipendente a cui le nazioni della Lega dovettero sottomettersi: il Trattato di Londra del 30 maggio 1913, conclusivo della prima guerra balcanica, riconobbe quindi l'istituzione di uno Stato albanese indipendente esteso da Scutari all'Epiro settentrionale. Per il governo del nuovo Stato le grandi potenze scelsero un principe tedesco, Guglielmo di Wied, che il 7 marzo 1914 fu incoronato come sovrano del Principato d'Albania; una Commissione Internazionale di Controllo, nominata dalle potenze, ricevette il compito di organizzare l'amministrazione del nuovo Stato con l'aiuto di una Gendarmeria Internazionale composta da truppe locali inquadrate da ufficiali olandesi.

### Il collasso del governo centrale

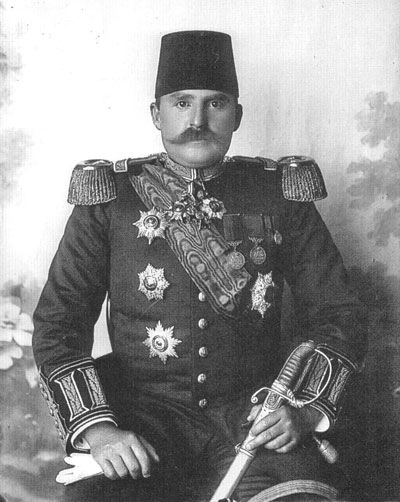
Essad Pascià, il filo-serbo primo ministro dell'Albania

La situazione interna dell'Albania indipendente era più che mai caotica, una condizione alimentata sia dalle manovre destabilizzatrici delle nazioni confinanti sia dalle divisioni politiche tra gli stessi nazionalisti albanesi. Essad Pascià, già generale ottomano e leader della resistenza di Scutari all'assedio dei montenegrini, istituì nell'ottobre del 1913 una "Repubblica dell'Albania Centrale" con sede a Durazzo presentandosi come alternativa al governo provvisorio di Ismail Qemali situato a Valona; sotto la pressione delle potenze europee Essad accettò poi la carica di ministro dell'interno nel nascente governo del principe Guglielmo, ma nel gennaio 1914, forte dell'appoggio dei serbi, tentò un colpo di stato a Elbasan con i reparti della gendarmeria albanese, scontrandosi con le unità della Gendarmeria Internazionale e quelle dell'esercito regolare rimaste fedeli a Guglielmo. A sud, il 28 febbraio 1914 le regioni abitate dai greci proclamarono l'indipendenza come Repubblica Autonoma dell'Epiro del Nord sotto la guida di Georgios Christakis-Zografos con l'aperto sostegno del governo di Atene, mentre nel nord i locali clan cattolici appoggiati dall'Austria-Ungheria in funzione anti-serba istituirono proprie milizie sotto la guida di Prênk Bibë Doda e Bajram Curri, a cui si aggiunsero i gruppi armati del leader nazionalista Isa Boletini reclutati tra gli espatriati albanesi del Kosovo, fuggiti dopo l'annessione della regione alla Serbia; il resto del paese era poi interessato da estesi fenomeni di banditismo, nonché di sommosse organizzate dai vari clan gli uni contro gli altri.
L'alleanza in funzione anti-musulmana tra i cattolici del nord, i kosovari di Boletini e la Gendarmeria del principe Guglielmo mise alle strette le forze di Essad Pascià, costretto all'esilio in Italia nel maggio del 1914; una vasta rivolta contadina di ispirazione musulmana, guidata a Haxhi Qamili a partire dalle regioni centrali e favorevole a un ripristino del dominio ottomano sull'Albania, mise tuttavia in tale difficoltà le autorità centrali che il loro controllo si ridusse in pratica alla sola capitale provvisoria di Durazzo dopo la cattura da parte dei ribelli di Berat il 12 luglio 1914 e di Valona il 21 agosto seguente. Il 3 settembre 1914 il principe Guglielmo, pur non rinunciando formalmente al suo ruolo di monarca, lasciò l'Albania per rifugiarsi a Venezia e tre giorni dopo la Commissione Internazionale di Controllo cessò di esistere, lasciando il paese in balia del caos.
Il senato albanese si appellò all'esiliato Essad Pascià perché formasse un nuovo governo; forte del sostegno italiano, il 17 settembre 1914 Essad stipulò con il primo ministro serbo Nikola Pašić un trattato di alleanza che gli garantì appoggio economico e militare alla sua opera di riconquista dell'Albania. Essad rientrò in Albania nell'ottobre 1914 e le sue forze si assicurarono rapidamente il controllo di Durazzo e delle regioni centrali, ma fallirono nel ristabilire l'ordine nel resto del paese: mentre le regioni settentrionali rimanevano fuori controllo, dopo scontri tra uomini di Essad e indipendentisti epiroti il 27 ottobre 1914 l'esercito greco invase l'Epiro settentrionale e stabilì un'amministrazione militare sui territori prima parte della Repubblica Autonoma dell'Epiro del Nord. La mossa greca impensierì il governo italiano, timoroso che Atene stesse agendo sotto l'egida dell'Austria-Ungheria per garantire a Vienna il possesso di Valona e quindi il passaggio attraverso il canale d'Otranto; presentando la sua mossa come un tentativo di limitare il contrabbando di armi nella regione albanese, il 31 ottobre 1914 il governo del presidente del Consiglio Antonio Salandra ordinò l'occupazione dell'isolotto albanese di Saseno da parte di una forza da sbarco della Regia Marina, seguita il 26 dicembre seguente dallo sbarco incontrastato nel porto di Valona di reparti di marinai italiani poi raggiunti da un reggimento di bersaglieri e una batteria di artiglieria da montagna del Regio Esercito.

## La campagna

### Prime operazioni
Gli eventi della crisi interna dell'Albania stavano ormai collegandosi a quelli della prima guerra mondiale, iniziata il 28 luglio 1914 con la dichiarazione di guerra dell'Austria-Ungheria ai danni della Serbia. Gli austro-ungarici iniziarono a rifornire di armi e finanziamenti le milizie cattoliche di Bajram Curri e i gruppi armati kosovari di Isa Boletini perché conducessero incursioni e azioni di disturbo contro le posizioni serbe nel Kosovo; la situazione del governo filo-serbo di Essad Pascià si aggravò in novembre, con l'entrata in guerra dell'Impero ottomano a fianco degli Imperi centrali: le autorità di Costantinopoli proclamarono un jihād contro le nazioni della Triplice intesa e i loro alleati, e gruppi di ribelli musulmani misero ben presto alle strette i gendarmi albanesi di Essad, tagliato fuori e di fatto assediato all'interno di Durazzo.

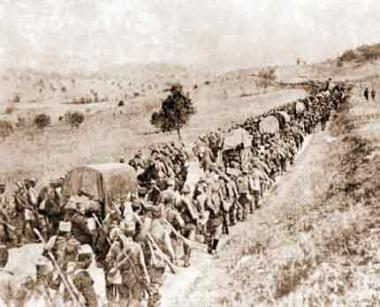
Le forze serbe si ritirano attraverso l'Albania alla fine del 1915

La posizione critica di Essad spinse i suoi alleati serbi a intervenire: il 29 maggio 1915 un contingente di 20 000 soldati serbi al comando del generale Dragutin Milutinović invase l'Albania settentrionale da tre direzioni, disperdendo rapidamente le milizie filo-asburgiche di Curri e Boletini obbligandole a rifugiarsi nelle loro roccaforti nel distretto di Mirdizia; in capo a dieci giorni i serbi estesero la loro occupazione alle regioni centrali, prendendo Elbasan e Tirana e liberando le forze di Essad a Durazzo dall'assedio dei ribelli musulmani. Approfittando della situazione, l'11 giugno il re Nicola I del Montenegro, alleato dei serbi, ordinò l'occupazione del territorio albanese a nord del fiume Drin e il 15 giugno i montenegrini fecero il loro ingresso a Scutari; benché almeno formalmente il governo di Essad fosse favorevole alla Triplice Intesa, i governi alleati presero a formulare una spartizione territoriale dell'Albania tra Montenegro, Serbia, Grecia e Italia, e accordi in tal senso furono delineati durante la stipula nell'aprile 1915 del Patto di Londra con il governo italiano, prossimo a dichiarare guerra contro l'Austria-Ungheria.
L'entrata in guerra del Regno di Bulgaria a fianco degli Imperi centrali il 7 ottobre 1915 segnò il destino della Serbia: attaccato da nord da un'armata congiunta austro-tedesca e da est dai bulgari, l'esercito serbo fu sconfitto e messo in rotta verso la regione del Kosovo; lo sbarco di forze anglo-francesi a Salonicco non riuscì a portare giovamento alla Serbia, visto che le truppe bulgare occuparono rapidamente la Macedonia impedendo il ricongiungimento degli alleati. Il 28 novembre 1915 il comandante in capo serbo, generale Radomir Putnik, ordinò una ritirata generale dal Kosovo alla volta dell'Albania settentrionale e delle coste del mar Adriatico, da dove i serbi speravano di poter ottenere soccorsi dalle forze navali degli Alleati: in pieno inverno, sotto abbondanti nevicate e con scarsi rifornimenti di vettovaglie, le forze serbe dovettero attraversare la difficile regione montuosa del Prokletije, perdendo decine di migliaia di uomini per stenti, ipotermia e attacchi degli irregolari albanesi prima di raggiungere le zone controllate dai gendarmi di Essad Pascià.

### L'evacuazione dell'esercito serbo

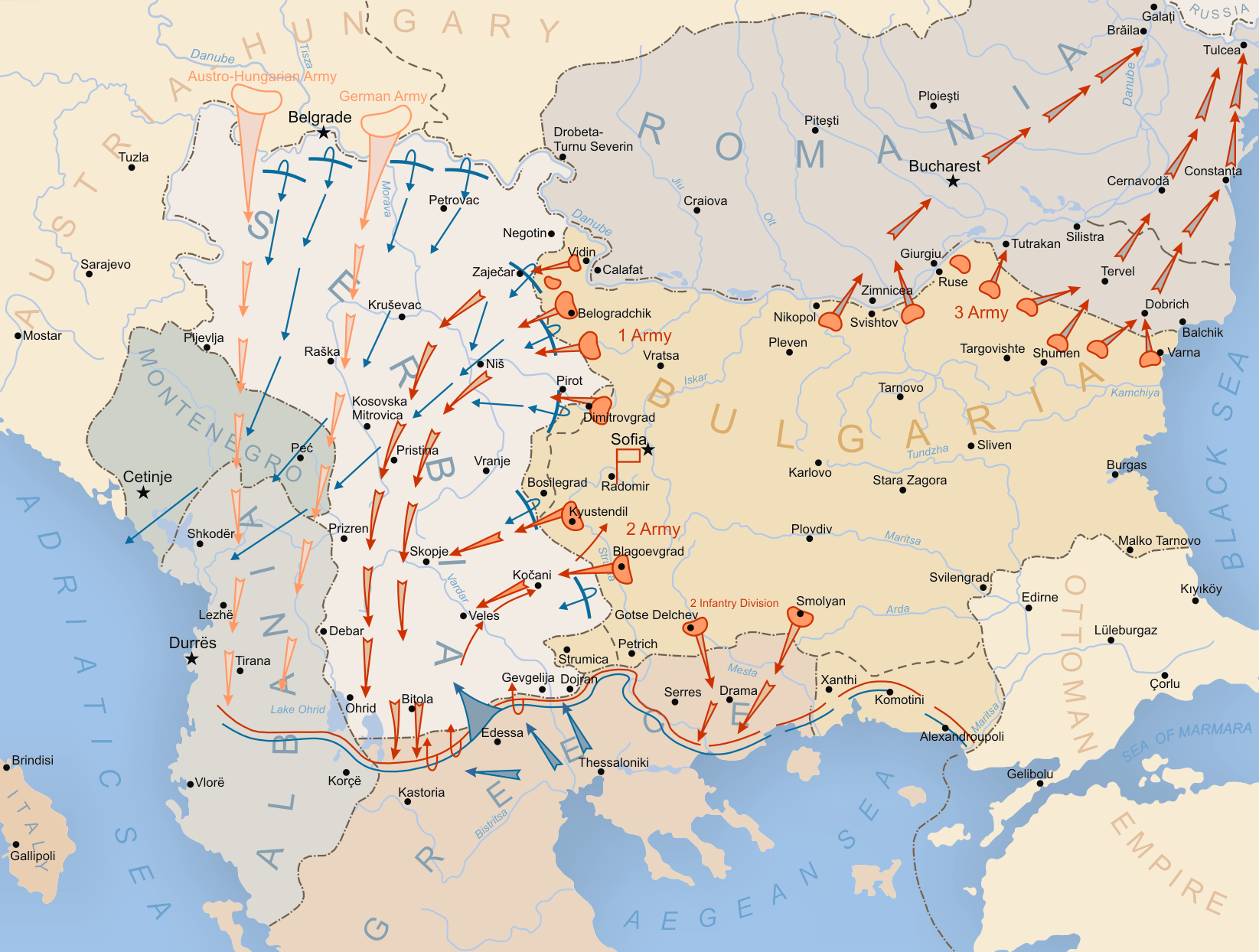
Operazioni delle forze degli Imperi centrali nei Balcani tra l'ottobre 1915 e l'agosto 1916

Davanti al crollo della Serbia, i governi dell'Intesa fecero pressione sull'Italia perché inviasse un suo contingente in Albania e mettesse a disposizione le sue forze navali in Adriatico per portare rifornimenti agli uomini di Putnik. Dopo lunghe discussioni tra italiani, francesi e britannici circa la ripartizione degli oneri dell'operazione, il 22 novembre 1915 presero avvio le missioni di rifornimento navale dall'Italia verso l'Albania, mentre ai primi di dicembre iniziò lo sbarco delle truppe italiane: il 1º dicembre un convoglio navale portò a Valona i primi 5 000 soldati del "Corpo speciale italiano d'Albania", portato a un totale di 28 000 uomini sotto il generale Emilio Bertotti entro la metà di dicembre e a 50 000 uomini a gennaio, con in organico le brigate "Savona" e "Verona", due reggimenti di milizia territoriale, uno squadrone di cavalleria, tre batterie da montagna e quattro di artiglieria pesante.
La flotta austro-ungarica tentò di disturbare tali operazioni: il 5 dicembre l'incrociatore leggero Novara con quattro cacciatorpediniere e tre torpediniere bombardò il porto di San Giovanni di Medua affondando due navi cargo, mentre il 6 dicembre l'incrociatore Helgoland con sei cacciatorpediniere attaccò la rada di Durazzo affondando due velieri italiani e tre albanesi. Il 29 dicembre lo Helgoland e cinque cacciatorpediniere compirono una nuova azione contro Durazzo, ma il gruppo finì in un campo di mine navali perdendo il cacciatorpediniere Lika mentre il pari tipo Triglav, rimasto danneggiato, fu poi affondato dopo essere stato intercettato da un gruppo navale anglo-franco-italiano; l'insuccesso portò alla sospensione delle incursioni di superficie austro-ungariche contro il traffico diretto in Albania, al cui contrasto furono demandate le azioni dei soli sommergibili.
Dopo aver sconfitto e obbligato alla resa il Montenegro con una rapida campagna, alla fine di gennaio del 1916 le forze austro-ungariche invasero il nord dell'Albania all'inseguimento dei resti dell'esercito serbo, mentre unità bulgare penetravano nel paese da nord-est attraverso il fiume Drin: i bulgari presero Elbasan il 29 gennaio, mentre il XIX Corpo d'armata austro-ungarico del generale Ignaz Trollmann von Lovcenberg (con la 47ª, la 81ª Divisione di fanteria e la 220ª Brigata k.k. Landsturm) iniziò ad aprirsi la strada verso l'Albania centrale. Lo spossato esercito serbo non era in grado di opporsi a questa invasione, e venne quindi deciso di evacuarlo via mare: navi italiane, francesi e britanniche iniziarono il 12 dicembre 1915 i primi imbarchi di truppe dai porti di San Giovanni di Medua e di Durazzo, e il 24 dicembre il re Pietro I di Serbia si imbarcò con il suo seguito alla volta di Brindisi; gli italiani insistettero molto perché l'esercito serbo si spostasse dai suoi acquartieramenti nel nord verso il più sicuro porto di Valona a sud, manovra iniziata a partire dal 7 gennaio 1916. Due interventi delle unità di superficie della flotta austro-ungarica contro i convogli, il 27 gennaio e il 6 febbraio, furono efficacemente respinti dalle unità di scorta alleate.

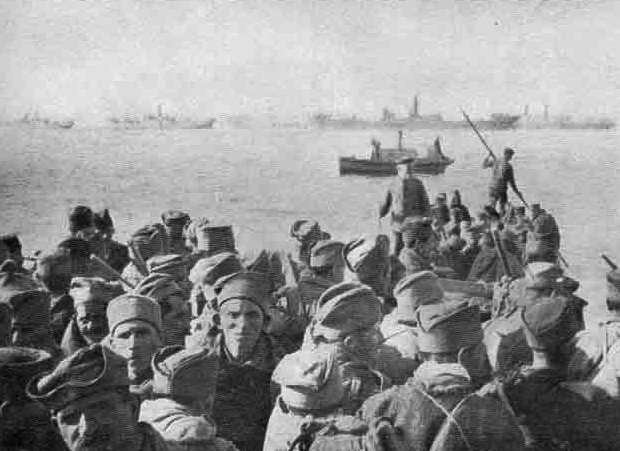
Soldati serbi durante le operazioni di evacuazione via mare dai porti albanesi

Le operazioni di imbarco da San Giovanni di Medua si conclusero per il 22 gennaio e la città venne evacuata, finendo poi per essere occupata dagli austro-ungarici il 29 gennaio seguente; l'imbarco dei serbi da Durazzo terminò il 9 febbraio, ma venne deciso di mantenere nel porto la guarnigione italiana già presente (circa 9 000 uomini della Brigata "Savona" con artiglieria e unità di supporto, al comando del generale Giacinto Ferrero) nel tentativo di garantire la protezione del debole governo di Essad Pascià. Il XIX Corpo d'armata austro-ungarico occupò Tirana l'11 febbraio senza incontrare resistenza, per poi avvicinarsi a Durazzo; dopo un fallito assalto a sorpresa alle posizioni italiane del villaggio di Pieskza, gli austro-ungarici iniziarono un attacco in forze la mattina del 23 febbraio, mettendo subito sotto pressione le unità di Ferrero e spingendo il comando italiano a ordinare l'evacuazione della città. Nonostante il mare mosso e il tiro dell'artiglieria austro-ungarica, le truppe italiane riuscirono a imbarcarsi sui trasporti frettolosamente messi insieme per l'operazione, mentre la nave da battaglia Enrico Dandolo e i cacciatorpediniere della Regia Marina tenevano a bada i reparti nemici con i loro grossi calibri; gli ultimi reparti della Brigata "Savona" furono imbarcati la sera del 26 febbraio e trasportati in salvo a Valona, dopo aver perduto circa 800 uomini tra morti, feriti e prigionieri. Tra gli evacuati da Durazzo vi era anche Essad Pascià con i resti del suo governo e alcune centinaia di fedelissimi, trasportati al sicuro in Italia; dopo un soggiorno a Roma e Parigi, nell'agosto 1916 Essad raggiunse Salonicco dove con l'assistenza di serbi e francesi insediò un gabinetto riconosciuto dagli Alleati come governo in esilio albanese.
L'evacuazione del grosso dei reparti serbi da Valona fu completata per il 23 febbraio, con gli ultimi soldati che lasciarono l'Albania entro il 5 aprile seguente: gli sforzi combinati di una flotta di 45 piroscafi italiani, 26 francesi e 17 britannici portarono all'evacuazione di più di 260 000 persone tra soldati e profughi civili (di cui 23 000 prigionieri austro-ungarici catturati dai serbi), oltre a 10 000 cavalli, 68 cannoni e altro materiale bellico; trasportati prima a Biserta e poi a Corfù, i reparti serbi furono riorganizzati con l'assistenza dei francesi e in seguito inviati sul nuovo fronte stabilito dagli Alleati davanti Salonicco.

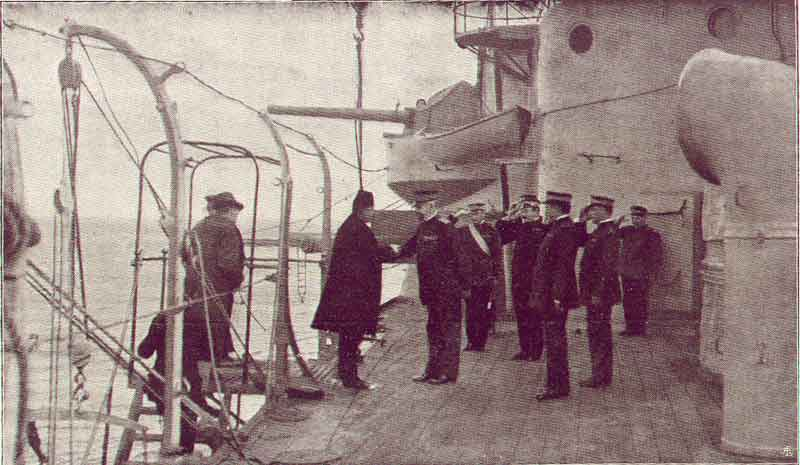
Essad Pascià lascia Durazzo a bordo di un'unità navale degli Alleati

### L'occupazione del sud
Occupata Durazzo, gli austro-ungarici decisero di non tentare un'analoga azione contro Valona, visto anche il notevole rafforzamento della guarnigione italiana: a fine febbraio il "Corpo speciale italiano d'Albania", dal 20 marzo ridesignato come XVI Corpo d'armata, era arrivato a disporre di circa 100 000 uomini ripartiti nella 38ª (brigate "Savona" e "Puglie"), 43ª (brigate "Arno" e "Marche") e 44ª Divisione di fanteria (brigate "Taranto" e "Verona"), saldamente insediati in un ampio campo trincerato tutto intorno alla città; il comando dei reparti italiani passò al generale Settimio Piacentini, poi rimpiazzato in maggio dal generale Oreste Bandini che a sua volta fu sostituito a fine anno dal generale Giacinto Ferrero. L'impegno in Albania fu sempre ritenuto dal comandante in capo dell'esercito italiano, generale Luigi Cadorna, come un'inutile diversione di truppe dal fronte principale sulle Alpi e, nel giugno 1916, la 43ª e la 44ª Divisione furono richiamate in Italia per opporsi alla Strafexpedition messa in atto dagli austro-ungarici sull'altopiano di Asiago; il possesso di Valona era però di fondamentale importanza per mantenere il blocco del Canale d'Otranto e il presidio italiano fu lasciato al suo posto.
Padroni di circa due terzi del paese, gli austro-ungarici istituirono un regime di occupazione relativamente benevolo, anche se si sviluppò un certo contrasto circa la personalità a cui affidare il governo: gli austro-ungarici e i clan cattolici del nord vedevano bene un ritorno effettivo sul trono del principe Guglielmo di Wied, in quel momento in servizio come ufficiale nell'esercito tedesco, ma i bulgari spingevano per la candidatura in quel ruolo di Kyril di Bulgaria, secondo figlio del re Ferdinando I, mentre i musulmani delle regioni centrali ambivano a un principe di origini turche; un accordo tra Vienna e Sofia nell'aprile del 1916, infine, portò alla cessione alla Bulgaria dei distretti di Prizren e Pristina nel Kosovo in cambio dell'evacuazione bulgara di Elbasan nell'Albania nord-orientale, dove gli austro-ungarici stabilirono un governo provvisorio sotto un ex ministro di Guglielmo, Akif Pascià. Oltre ad assoldare al proprio servizio varie bande di irregolari locali, gli austro-ungarici reclutarono una "legione albanese" (Albaner Legion) di truppe regolari inquadrate da ufficiali austriaci, che arrivò a contare tra i 5 000 e i 6 000 uomini ripartiti in nove piccoli battaglioni.

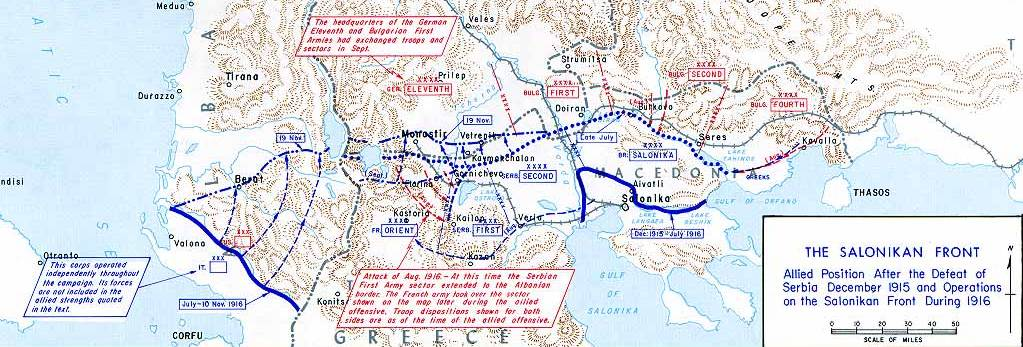
Il fronte dei Balcani e le offensive degli Alleati tra il 1915 e il 1916

Dopo aver stabilito una solida posizione difensiva a sud del fiume Voiussa a protezione di Valona, a metà agosto 1916 il generale Bandini ricevette l'ordine di procedere all'occupazione di alcune località strategiche nel sud dell'Albania, nella zona fino a quel momento controllata dalla Grecia (che, nell'aprile precedente, aveva proclamato la formale annessione dell'Epiro settentrionale provocando le proteste dei governi dell'Intesa); la mossa rientrava in un quadro di varie pressioni messe in atto dagli Alleati ai danni del governo di Atene, lacerato al suo interno dal contrasto tra il filo-tedesco re Costantino I e il primo ministro Eleutherios Venizelos, favorevole invece all'alleanza con gli anglo-francesi. L'intenzione degli italiani era anche quella di stabilire un collegamento con le forze degli Alleati a Salonicco, dall'agosto 1916 riunite in una "Armata alleata in Oriente" composta da truppe francesi, britanniche, serbe, russe e italiane sotto il comando del generale francese Maurice Paul Emmanuel Sarrail, e di prevenire un'analoga mossa delle forze bulgare che avrebbero potuto saldarsi con gli austro-ungarici per bloccare Valona anche da sud: già il 18 agosto 1916 una colonna bulgara proveniente da Ocrida aveva occupato la città di Coriza nell'Albania sud-orientale, senza opposizione da parte della locale guarnigione greca.
Il 24 agosto una colonna italiana proveniente da Valona via terra e un contingente sbarcato dal mare presero possesso di Porto Palermo, nel sud dell'Albania, senza incontrare resistenza da parte del distaccamento di gendarmi greci ivi dislocato; dopo aver formalmente messo sull'avviso il comando greco, il 2 ottobre seguenti reparti da sbarco della Marina occuparono incontrastati Santi Quaranta più a sud e vi stabilirono una base di appoggio per il pattugliamento del canale di Otranto, mentre il 3 ottobre due colonne terrestri partite da Tepelenë e dalla stessa Santi Quaranta occuparono la città di Argirocastro, centro principale dell'Epiro settentrionale. Fin dal 12 settembre precedente le forze di Sarrail a Salonicco avevano dato avvio a una vasta offensiva in direzione di Monastir nel sud della Macedonia, respingendo progressivamente la dura resistenza dei bulgari; pattuglie francesi e italiane si incontrarono il 25 ottobre nei pressi della cittadina di Ersekë nel sud dell'Albania, e dopo aver catturato la stessa Monastir il 19 novembre Sarrail distaccò una colonna di cavalleria francese che il 29 novembre seguente occupò Coriza incontrando poca resistenza: gli Alleati riuscirono così a stabilire un fronte più o meno continuo da Valona a ovest fino al Golfo di Orfani a est. Infine dal 9 dicembre, a dispetto delle considerazioni del generale Cadorna, il Servizio Aeronautico del Regio Esercito ebbe ordine di assegnare al XVI Corpo d'armata l'VIII Gruppo Volo, che fu stanziato presso Krionero.

### Manovre politiche e militari

La situazione in Albania alla fine del 1916

Le forze francesi a Coriza dovettero affrontare una certa guerriglia da parte degli irregolari albanesi, in particolare le bande del capo nazionalista Sali Butka, al soldo degli austro-ungarici, che sul finire dell'anno incendiarono e saccheggiarono l'antica città di Moscopoli; il comandante delle forze francesi a Coriza, colonnello Henry Descoins, stabilì una serie di contatti con i notabili locali e in particolare con il capo guerrigliero Themistokli Gërmenji: il 10 dicembre 1916, con l'approvazione di Sarrail, Descoins proclamò l'istituzione di una "Repubblica Autonoma di Coriza" sotto protettorato della Francia, con Gërmenji nel ruolo di prefetto della città.
La mossa di Descoins e Sarrail provocò forti proteste diplomatiche del governo di Roma verso il suo omologo di Parigi, visto che gli italiani vedevano in ciò una violazione degli accordi sanciti con il Patto di Londra; il ministero degli esteri francese riconobbe le pretese italiane ma Sarrail insistette nel mantenere l'autonomia di Coriza, visto che ciò aveva provocato una forte simpatia degli albanesi per la Francia e portato al reclutamento di diversi reparti di guerriglieri locali alla causa degli Alleati. Gli italiani decisero quindi di riaffermare le loro pretese politiche sull'Albania, e il 3 giugno 1917 il generale Ferrero proclamò ad Argirocastro l'istituzione di un Protettorato italiano dell'Albania; una settimana più tardi, una colonna italiana attraversò la frontiera tra Albania e Grecia e occupò ancora una volta senza alcuna opposizione da parte delle truppe greche l'importante città di Giannina, un'azione ufficialmente motivata con ragioni militari ma in realtà dettata più che altro per allontanare le pretese greche o francesi dall'Epiro settentrionale. Questa mossa, unita al proclama di Argirocastro, provocò una certa irritazione nei governi dell'Intesa verso Roma, ma servì anche come ulteriore strumento di pressione degli Alleati verso Atene: il 27 giugno il re Costantino I accettò di abdicare a favore del figlio Alessandro e di richiamare al governo Venizelos, che il 30 giugno seguente portò la Grecia in guerra a fianco degli Alleati.

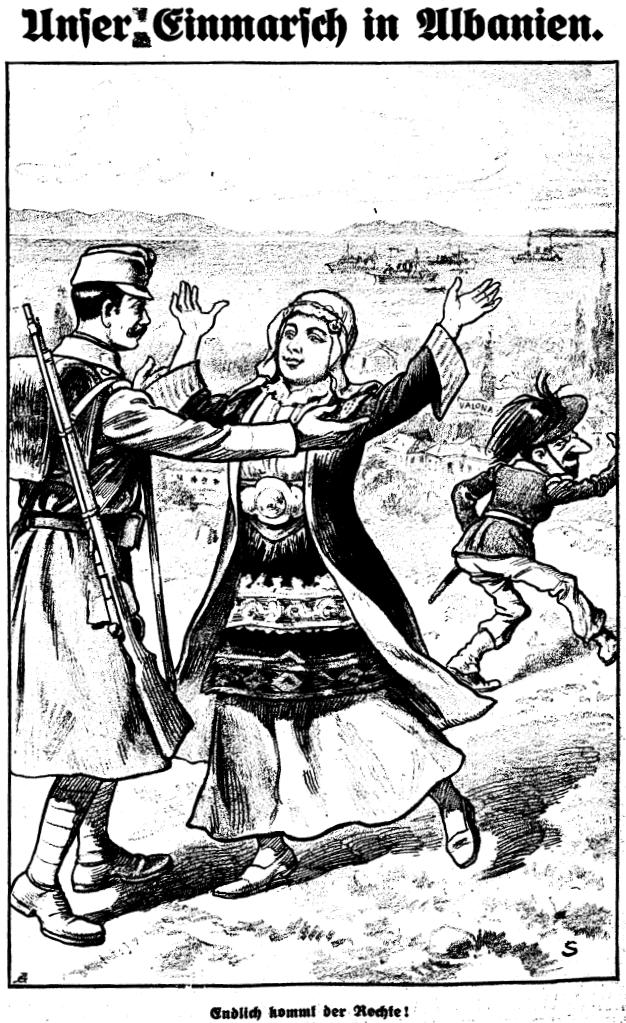
Un manifesto propagandistico austro-ungarico diffuso in Albania nel 1916

Per gran parte del 1917 il fronte albanese rimase stazionario: gli italiani compirono periodiche missioni di bombardamento aereo sulla base austro-ungarica di Durazzo, ma non tentarono alcuna grande operazione terrestre; alla fine di ottobre, davanti alla catastrofica ritirata seguita alla sconfitta nella battaglia di Caporetto, fu avanzata la proposta di richiamare in patria il corpo di spedizione dislocato in Albania, ma anche per via dell'opposizione dell'alto comando della Marina, che riteneva di vitale importanza per il mantenimento del blocco del canale di Otranto il possesso di Valona, e dello stabilizzarsi della situazione sul fiume Piave la proposta venne lasciata cadere. L'Armata alleata in Oriente riprese i suoi attacchi al fronte bulgaro, e tra il marzo e il maggio 1917 una serie di operazioni interessò l'area tra il lago di Ocrida e il lago Prespa, al confine tra l'Albania e la Macedonia (la cosiddetta "seconda battaglia di Monastir"): il terreno guadagnato dai francesi andò in gran parte perduto in contrattacchi dei reparti bulgaro-tedeschi e l'azione si concluse con un insuccesso per gli Alleati. Un limitato successo fu ottenuto il 7 settembre 1917, nel settore del lago di Ocrida: un gruppo divisionale francese, appoggiato da circa un migliaio di albanesi della Repubblica di Coriza, lanciò un vittorioso attacco contro le linee bulgare che portò alla cattura della città di Pogradec; i ripetuti insuccessi riportati sul fronte di Salonicco, oltre al desiderio di ricucire i rapporti con gli Alleati, portarono il 14 dicembre 1917 al richiamo in patria del generale Sarrail, rimpiazzato dal generale Adolphe Guillaumat a sua volta sostituito, il 17 giugno 1918, dal generale Louis Franchet d'Espèrey.
La partenza di Sarrail privò la Repubblica di Coriza del suo principale sostenitore. Il 7 novembre 1917 Themistokli Gërmenji, arrestato con una precaria accusa di collaborazionismo con gli Imperi centrali, fu fucilato a Salonicco dopo un affrettato processo da parte di un tribunale militare francese, una mossa principalmente volta a consolidare il sostegno della Francia al governo greco di Venizelos; il 16 febbraio 1918 il nuovo comandante francese del settore di Coriza, generale Salle, abolì formalmente il precedente statuto autonomista della repubblica proclamato il 10 dicembre 1916, riportando l'area sotto lo stretto controllo delle autorità militari francesi.

### Operazioni finali
Passata la crisi di Caporetto, la consistenza del corpo di spedizione italiano in Albania era tornata a crescere e, all'inizio del 1918, poteva annoverare tre divisioni di fanteria, la 13ª (brigate "Barletta" e "Palermo"), la 36ª (brigate "Puglie" e "Tanaro") e la 38ª (brigate "Savona" e "Verona"), oltre alla 9ª Brigata di cavalleria, il tutto ancora al comando del generale Giacinto Ferrero. Nei primi giorni di marzo viene inoltre formato il XXV° Reparto d'Assalto (che assumerà il numerale di XVI° a partire dal 20 maggio) il cui comando viene affidato al capitano Giovanni Amighini. Dall'altro lato del fronte, il XIX Corpo d'armata austro-ungarico (dal settembre 1918 ridesignato come Armeegruppe Albanien, "gruppo d'armate Albania") era ora al comando del popolare generale Karl Freiherr von Pflanzer-Baltin, ma la crisi generale dell'Impero garantiva ormai solo un debole afflusso di rinforzi a questo fronte considerato come secondario.
A metà maggio 1918 le forze italiane e francesi concordarono un'offensiva combinata nell'Albania centro-meridionale nella zona delle valli dei fiumi Devoll e Osum, onde ridurre l'ampiezza di un saliente tenuto dagli austro-ungarici e guadagnare migliori posizioni difensive nelle zone di alta quota; l'azione si sviluppò tra il 15 e il 17 maggio, ottenendo diversi successi: con il concorso anche di due battaglioni reclutati tra gli albanesi, le forze italiane avanzarono per una profondità di una ventina di chilometri fino alla linea compresa tra e località di Cerevoda e Protopapa, respingendo poi vari contrattacchi degli austro-ungarici.
Una nuova offensiva fu programmata per luglio, con obiettivo le posizioni austro-ungariche vicino a Valona e alla regione di Berat, e l'azione prese in via la mattina del 6 luglio: sulla destra, truppe italiane e albanesi attaccarono la zona del monte Tomorr ma furono bloccate dalla dura resistenza del nemico e dalla difficoltà a coordinarsi con una colonna francese posizionata sul loro fianco orientale; al centro una colonna di bersaglieri riuscì ad attraversare il corso della Vojussa e ad aprirsi la strada verso Berat, mentre lungo la costa a sinistra la divisione del generale Nigra, appoggiata dalla cavalleria e dal fuoco di alcuni monitori britannici arrivati a Valona, attaccò le alture tra Levani e il Monastero di Pojani, catturandole il 7 luglio dopo duri scontri. Gli attacchi al Tomorr proseguirono con lenti progressi fino all'8 luglio, quando infine la resistenza austro-ungarica cedette lasciando il monte in mano agli italiani, mentre al centro i bersaglieri continuavano a guadagnare terreno nella zona del massiccio del Mallakastër; per il 9 luglio la linea austro-ungarica era stata rotta e le truppe italiane occuparono Berat, facendo un totale di circa 2 000 prigionieri tra le truppe austro-ungariche. La difficoltà a spostare i rifornimenti in una zona montuosa priva di strade rallentò le successive progressioni delle truppe italiane, consentendo a Pflanzer-Baltin di far affluire le sue scarne riserve per organizzare un contrattacco: il 24 luglio gli austro-ungarici attaccarono lungo il corso del fiume Seman, e dopo molti sforzi riuscirono infine a far arretrare i reparti italiani riconquistando Berat il 26 agosto.
Il 14 settembre 1918 il generale Louis Franchet d'Espèrey, ultimo comandante dell'Armata alleata in Oriente, iniziò l'attacco risolutivo lungo il fronte macedone, la cosiddetta "offensiva del Vardar": mentre britannici e greci tenevano impegnato il nemico a est, francesi, serbi e italiani sfondarono il fronte degli Imperi centrali a ovest provocando il collasso dell'esercito bulgaro; d'Espèrey sollecitò l'avvio di operazioni anche sul fronte albanese e il 2 ottobre unità navali italiane e britanniche bombardarono il porto di Durazzo, obbligando gli austro-ungarici ad avviare le operazioni di sgombero della base. Davanti alla dissoluzione dei suoi alleati a Pflanzer-Baltin non restò altro che ordinare la ritirata dei suoi reparti, incalzati sul fronte dalle truppe italiane del generale Ferrero: il 30 settembre truppe italiane provenienti dalla Macedonia avevano fatto il loro ingresso a Elbasan, mentre la brigata "Tanaro" forzò la linea del fiume Shkumbini aprendosi la strada nell'Albania centrale; il 14 ottobre le prime unità italiane fecero il loro ingresso a Durazzo, sgombrata dal nemico già il 10 ottobre, mentre il 15 ottobre fu occupata Tirana. L'avanzata proseguì nell'Albania settentrionale, con l'occupazione di San Giovanni di Medua il 28 ottobre e di Scutari il 1º novembre. Nel corso di questo vasto ciclo operativo i reparti alleati goderono del robusto appoggio fornito dall'aviazione: ad esempio, il solo VIII Gruppo Volo effettuò oltre 800 missioni di guerra, sganciò oltre 100 tonnellate di bombe e partecipò a ottanta combattimenti aerei. Infine mentre le truppe italiane si accingevano ormai ad entrare in Montenegro, il 3 novembre giunse la notizia della firma dell'armistizio di Villa Giusti che sancì la conclusione delle ostilità anche sul fronte albanese.

## Conseguenze

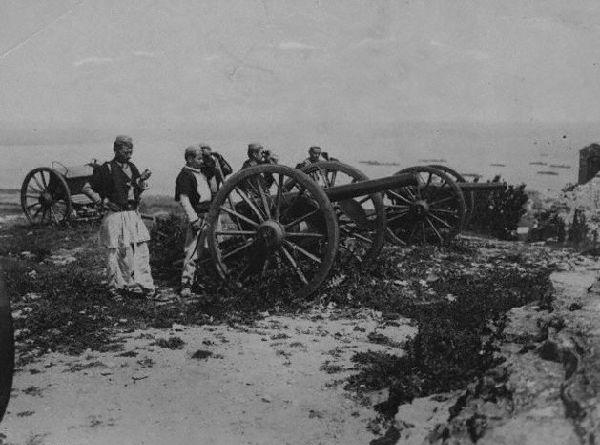
Artiglieria albanese durante la guerra di Valona contro gli italiani nel 1920

Terminato il conflitto, la questione del futuro politico dell'Albania venne proposta durante le trattative di pace finali. Essad Pascià si recò a Parigi nel tentativo di proporsi come rappresentante dell'Albania in seno alla Conferenza di pace apertasi il 18 gennaio 1919, ma senza alcun successo; il 13 giugno 1920 rimase vittima di un attentato ad opera di Avni Rustemi, un nazionalista democratico albanese ostile al vecchio ordine feudale incarnato da Essad. L'Albania continuò a rimanere sotto l'occupazione degli Alleati vittoriosi: i francesi mantenevano l'amministrazione dell'area di Coriza, mentre il neo-proclamato Regno dei Serbi, Croati e Sloveni pose sotto il suo controllo le regioni di Lumë e Peshkopi nel nord-est; il resto del paese era sotto l'occupazione militare degli italiani.
Un'assemblea di esponenti politici albanesi provenienti dalle zone sotto controllo italiano si riunì a Durazzo tra il 25 e il 28 dicembre 1918 sotto la direzione dell'ex ministro degli esteri Mehmet Konica; il "congresso di Durazzo" portò alla formazione di un governo provvisorio albanese sotto l'ex primo ministro Turhan Pascià Përmeti, estraneo e ostile alla parallela istituzione guidata da Essad Pascià e incaricato di rappresentare l'Albania alla conferenza di pace di Parigi; il congresso, traendo spunto dal principio di autodeterminazione dei popoli espresso dei "Quattordici punti" di Wilson, rigettò con forza quanto stabilito dal Patto di Londra tra l'Italia e la Triplice Intesa circa la spartizione territoriale dell'Albania, affermando l'integrità dello Stato nei confini tracciati dal trattato di Londra del 30 maggio 1913. La delegazione guidata da Përmeti e Konica presso la conferenza di pace di Parigi ottenne molto poco, tanto che nel gennaio del 1920 i rappresentanti delle potenze europee iniziarono a formulare concreti piani per una spartizione dell'Albania tra Italia, Grecia e Regno dei Serbi; questo, unito al fatto che il nuovo esecutivo era percepito come troppo succube degli italiani, portò ben presto a un nuovo rivolgimento: tra il 28 e il 31 gennaio 1920 una nuova assemblea di notabili albanesi riunita a Lushnjë depose il governo di Përmeti e proclamò la costituzione di un nuovo esecutivo con Sulejman Delvina come primo ministro, spostando anche la sede della capitale da Durazzo a Tirana.
Il nuovo governo riuscì progressivamente a riguadagnare la sovranità del territorio albanese: il 15 giugno 1920 le ultime forze francesi lasciarono Coriza, restituendone il controllo agli albanesi; la situazione con l'Italia, ancora padrona di Valona, si fece sempre più tesa e nel giugno del 1920 sfociò in una serie di scontri armati tra le truppe italiane e le milizie albanesi organizzate dal nuovo governo. La "guerra di Valona" si fuse con un periodo di forti tensioni interne all'Italia nel clima di smobilitazione dopo la conclusione della prima guerra mondiale, tensioni sfociate nella cosiddetta "rivolta dei Bersaglieri" tra il 25 e il 28 giugno; la rivolta, e il progressivo disinteresse per le questioni albanesi, spinsero il nuovo governo Giolitti a negoziare un disimpegno generale dall'Albania: il 2 agosto 1920 un protocollo siglato tra Roma e Tirana sancì la rinuncia italiana al protettorato sull'Albania e alle sue pretese territoriali su Valona (fatta eccezione per l'isolotto di Saseno, rimasto sotto controllo italiano) e, un mese più tardi, le ultime truppe italiane lasciarono il paese. Nel nord del paese i rapporti con il nuovo regno jugoslavo continuarono a rimanere molto tesi a causa dell'attività dei kachak (parola turca per "banditi"), i guerriglieri di origine albanese che conducevano scorrerie nel Kosovo e nella Macedonia controllate dai serbi sotto l'egida del Comitato per la Difesa Nazionale del Kosovo di Hasan Prishtina e Bajram Curri e che provocavano azioni di rappresaglia degli jugoslavi nelle zone di frontiera albanesi; la situazione conobbe una progressiva normalizzazione a partire dal dicembre del 1921, quando, sotto l'autorità della Società delle Nazioni, fu istituita una zona neutrale alla frontiera tra i due paesi.
La situazione interna rimase caotica ancora a lungo, con governi deboli che si succedevano uno dopo l'altro, tentativi di secessione come quello della Repubblica di Mirdita (proclamata dai clan cattolici del nord nel luglio del 1921, ma soppressa dalle truppe del governo centrale nel novembre dello stesso anno) e tentativi di colpo di stato; la situazione conobbe infine una certa stabilità nel gennaio del 1925, quando, dopo aver abbattuto il governo di Fan Stilian Noli, l'ex ministro degli interni Ahmet Lekë Bej Zog proclamò l'istituzione di una Repubblica albanese di cui si fece eleggere presidente con poteri dittatoriali.